# Пирофосфат лития
Пирофосфат лития — неорганическое соединение,
соль лития и пирофосфорной кислоты с формулой Li4P2O7,
бесцветные кристаллы,
не растворяется в холодной воде,
образует кристаллогидраты.

## Получение
- Обменная реакция между пирофосфатом натрия и хлоридом лития:

{\displaystyle {\mathsf {4LiCl+Na_{4}P_{2}O_{7}\ {\xrightarrow {}}\ Li_{4}P_{2}O_{7}\downarrow +4NaCl}}}

## Физические свойства
Пирофосфат лития образует бесцветные кристаллы
триклинной сингонии,
пространственная группа P 1,
параметры ячейки a = 0,85613 нм, b = 0,711 нм, c = 0,51851 нм, α = 111,441°, β = 89,986°, γ = 103,065°, Z = 1
.
При 640°С происходит переход в фазу
моноклинной сингонии,
пространственная группа P 21/n,
параметры ячейки a = 0,88261 нм, b = 0,52028 нм, c = 1,33119 нм, β = 104,372°

Не растворяется в холодной воде, растворяется в кипящей с гидролизом.
Образует кристаллогидрат состава Li4P2O7•2H2O, который теряет воду при 200°С.